# 로저 크로지어 세이빙 그레이스 어워드
로저 크로지어 세이빙 그레이스 어워드(영어: Roger Crozier Saving Grace Award)는 내셔널 하키 리그 (NHL)의 상이었다. 매년 "최고의 세이브 비율로 정규 시즌을 마친 골텐더"에게 수여됐었다. 	2006-07 시즌을 끝으로 수여하지 않는다.